# 106 & Park
106 & Park é um programa norte-americano de vídeos musicais, em formato de contagem decrescente, transmitido na BET durante a semana, e ao fim-de-semana na BET UK.